# Tavernole sul Mella
Tavernole sul Mella es una localidad y comune italiana de la provincia de Brescia, región de Lombardía, con 1.330 habitantes.

## Evolución demográfica
| Gráfica de evolución demográfica de Tavernole sul Mella entre 1861 y 2001 |
|                                                                           |
| Fuente ISTAT - elaboración gráfica de Wikipedia                           |